# Pyrethrum breviradiatum
Pyrethrum breviradiatum là một loài thực vật có hoa trong họ Cúc. Loài này được Ledeb. miêu tả khoa học đầu tiên năm 1815.